# Мозговий Семен
Мозговий Семен (нар. 31 липня 1992, Харків, Україна) — український режисер, актор, режисер монтажу, продюсер, оператор, сценарист.

## Біографія
Народився 31 липня 1992 року у Харкові. Закінчив спеціалізовану англомовну школу. У 2009 вступив до Харківської державної академії культури на кафедру режисури кіно та телебачення, у 2013 році закінчив навчання. Переїхав до Києва. У 2012—2013 вивчав драматургію у школі при телеканалі «Інтер». У 2013 році почав грати в театрі «ДАХ». Засновник і співвласник виробничої компанії M Films. Дебютував із документальним фільмом «Історія Зимового саду» у 2018 році. Світова прем’єра стрічки відбулася на кінофестивалі Ji.hlava у Чехії. Міжнародна — на DOK Leipzig у Німеччині, північноамериканська — на Full Frame у США. Українська прем’єра пройшла на Міжнародному фестивалі документального кіно про права людини Docudays UA, де картина отримала нагороду за найкращий український документальний фільм. 5 грудня картина вийшла в обмежений прокат. 
Семен Мозговий — учасник різноманітних міжнародних кінофестивалів, воркшопів, киноринків та пітчингів (Jihlava IDFF, Karlovy Vary IFF, Cinedoc Tbilici, Visions du Reel, IDFA, Tbilici IFF, Odesa IFF, Beldocs IDFF).

## Фільмографія
- 2018 — Історія Зимового саду (повнометражний документальний фільм, автор ідеї, режисер, режисер монтажу)[5][6].
- 2020 ― Сіль з Бонневілю (повнометражний документальний фільм, режисер, режисер монтажу, продюсер, оператор).
- 2020 — Цей дощ ніколи не скінчиться (монтажер)[7].

- 2021 ― Свято Хризантем (повнометражний ігровий фільм, режисер, автор сценарію)[8][9].
- 2022 — Ваша Мішель (короткометражний документальний фільм, продюсер, автор сценарію)[10].

- 2022 — Стоїть Орфей на березі Стіксу (короткометражний, режисер).

- 2024 ― Дні, які хочеться забути (режисер, сценарист)[11][12].